# Friedrich Christoph Dahlmann
Friedrich Christoph Dahlmann, född den 13 maj 1785 i Wismar, död den 5 december 1860 i Bonn, var en tysk historieskrivare och politiker.
Dahlmann föddes som svensk undersåte. Han studerade i Köpenhamn och i Halle, där han under F.A. Wolf, filologins mästare, lärde sig den modernt kritiska metoden. Han väcktes genom sin vänskap med Heinrich von Kleist till besjälad tysk patriot, blev 1810 filosofie doktor i Wittenberg, 1811 docent i de klassiska språken vid Köpenhamns universitet och 1813 extra ordinarie professor i historia i Kiel. Ifrån 1815 var han därjämte sekreterare vid det schleswig-holsteinska ridderskapets ständiga utskott. Han arbetade som sådan med iver för Schleswigs indragande i Tyska förbundet och uppträdde, mot den danska regeringens absolutism, till försvar för adelns privilegier. Han verkade ivrigt för det tyska inflytandet i Schleswig, samt utsådde, så att säga, de första fröna till "schleswig-holsteinismen". Då han inte kunde hoppas på någon befordran av danska myndigheter, mottog han 1829 professuren i politik och tysk historia i Göttingen.
Dahlmann tog en betydande del i författningsstriderna i kungariket Hannover 1831. Genom sitt energiska uppträdande mot revolutionsförsök vann han stort inflytande hos landets regering och medverkade vid utarbetandet av 1833 års konstitutionella författning. Som medlem av representationens andra kammare uppträdde han moderat frisinnat. Hans statsideal var en stark, ärftlig, konstitutionell monarki, stödd på medelklassen, "vilken", som han skrev, "är folkets kärna och i sig upptagit den gamla hierarkins vetande och den gamla adelns rikedom". Sina politiska idéer framlade han vid denna tid i sitt kanske mest lästa arbete, Die Politik auf den Grund und das Mass der gegebenen Zustände zurückgeführt (1835; 3:e upplagan 1847); egentligen en studie över Englands författning, har detta arbete kraftigt bidragit att fostra konstitutionellt intresse inom Tyskland. När kung Ernst August, påverkad av adelsintriger, 1837 upphävde Hannovers fria författning, inlade Dahlmann jämte sex andra professorer i Göttingen emot denna rättskränkning en energisk protest, som väckte oerhört uppseende och vållade, att alla sju - bland dem bröderna Grimm - avsattes och att Dahlmann jämte två andra drevs i landsflykt.
Dahlmann sysselsatte sig därefter med politik och historisk författarverksamhet, tills han 1842 mottog en professur i historia vid Bonns universitet. Där stod han på höjden av anseende samt utövade genom sina allmänt lästa skrifter stort inflytande på sina landsmäns politiska bildning i moderat liberal riktning. Efter att i direkt politiskt syfte ha utgivit Geschichte der englischen Revolution (1844; 7:e upplagan 1885) och Geschichte der französischen Revolution (1845; 3:e upplagan 1864) kom han naturligt att bli indragen i 1848 års händelser inom Tyskland och spelade då en framträdande, om än knappast lycklig roll. Han deltog i det heidelbergska förparlamentet, som förberedde det stora Frankfurtparlamentet, skickades av Preussens regering som biträde åt dess ombud vid förbundsdagen och deltog där i utarbetandet av ett tyskt förattningsförslag (siebzehner-entwurf), som dock stannade på papperet. Han hade sedan säte i Frankfurtparlamentet och var en av ledarna för dess högra center. Tysklands ombildning till en förbundsstat, ur vilken alla icke-tyska element skulle avlägsnas och ledningen överlämnas åt Preussen - sådant var hans politiska program, och till detta slöt sig ett stort parti.
Dahlmann hade emellertid för svårt att kompromissa med sin rättsståndpunkt för att passa till partiledare. När det slesvig-holsteinska kriget efter stilleståndet i Malmö drogs inför parlamentet, greps Dahlmann av sina gamla sympatier för landsmännen där och genomdrev den 5 september 1848, att godkännandet av stilleståndet i Malmö uppsköts. Då detta hade till följd, att riksministären avgick, fick Dahlmann uppgiften att bilda en ny ministär, men lyckades ej fullgöra uppdraget, varför det blev nödvändigt att den 16 september godkänna stilleståndet. Detta händelseförlopp blottade den frankfurtska riksregeringens fullständiga maktlöshet samt skadade Dahlmanns politiska anseende. När sedan Preussens kung vägrade mottaga den honom av parlamentet erbjudna kejsarkronan, utträdde Dahlmann, vars program således blivit omöjliggjort, jämte sextiofem med honom liktänkande (21 maj 1849) ur parlamentet. Han satt sedan i Preussens första kammare och i Erfurtparlamentet 1849–1850, men drog sig därefter tillbaka till sin lärostol. År 1845 hade han blivit utländsk ledamot av Vitterhetsakademien.
Genom sina nämnda arbeten samt genom sina historiska föreläsningar, i vilka Dahlmann med förkärlek dröjde vid den moderna tidens händelser, ej mindre än genom hela sin politiska verksamhet, blev Dahlmann en av den konstitutionella liberalismens grundläggare inom Tyskland och beredde marken för Tysklands enande genom Preussen. Hans noggranna filologiska metod ställde honom bland banbrytarna för kritisk historieforskning; hans mest betydande historiska framställning är Geschichte von Dänemark (till reformationstiden, 1840–1843, i Heeren-Ukerts samling), som dock är skriven ur ensidigt tysk synpunkt. Särdeles betydelsefull för de historiska studierna har varit hans Quellenkunde der deutschen Geschichte (1830, efter Dahlmann bearbetad av Georg Waitz, Ernst Steindorff, Erich Brandenburg med flera; 7:e upplagan 1905), en förträfflig tysk-historisk handbibliografi. Dahlmann utgav även Rimberts Vita Ansgarii och Neocorus Chronik des ländes Ditmarschen (1827). Conrad Varrentrapp utgav 1886 Dahlmanns Kleine Schriften und Reden.